# Potentilla laevipes
Potentilla laevipes är en rosväxtart som beskrevs av J. Soják. Potentilla laevipes ingår i Fingerörtssläktet som ingår i familjen rosväxter. Inga underarter finns listade i Catalogue of Life.